# 王貫峠
王貫峠（おうぬきだわ、おうぬきとうげ）は、島根県奥出雲町と広島県庄原市とを結ぶ峠である。

## 地理
北側が島根県仁多郡奥出雲町上阿井。南側が広島県庄原市高野町和南原。国道432号が峠道になる。
気候は山間部特有のものであり、冬季は雪で通行止になることがある。
中国山地の分水嶺をなしており、北側に斐伊川水系阿井川、南側に江の川水系和南原川が流れる。北側が高低差約100 mと急勾配なのに対し南側は緩やかな勾配の片峠である。これは阿井川が和南原川流域を河川争奪したことで出来た地形であり、峠付近はその結果できた風隙であると考えられている。分水界には数m厚の砂礫層が残っている。
|  |  |

## 沿革

### 先史/古代
この地には縄文時代の遺跡がある。島根県・広島県が公開する資料ではそれぞれ別の遺跡であり、島根側からは縄文土器・石斧・獣骨が出土し遺物散布地と区分、広島側は出土例の記載はなく遺物包含地と区分している。
天平5年（733年）完成した『出雲国風土記』には以下の記載がある。
これは、出雲国仁多郡の郡家から53里のところに備後国恵宗郡との境があり、常時には関はないが政が起こった場合に柵をまわした関が置かれた、という意味である。奥出雲町では、この関がこの峠であり古代よりこの道は主要往還であった、と考えられている（比布山 = 比婆山のため別の道である説もある）。

### 後鳥羽伝説
承久3年（1221年）承久の乱に敗れた後鳥羽上皇は隠岐に配流された。そのルートは播磨から出雲街道（現在の岡山県から島根に入る街道）を通ったと『承久兵乱記』に書かれているが、この地方では別の説が存在する。
長井浦部（現三原市）→吉舎（現三次市）→総領→庄原→比和→高野（以上庄原市）に入る。そこで10か月間滞在し峠を超えて出雲へ向かう。
この出雲に向かう峠がこの峠であると言われており、王貫の名はそこから来ている。

### 往還
この峠道は広島側では雲伯路（阿井越）、島根側では安来阿井往還と呼ばれていた。
中世には尼子氏と毛利氏との対立の中で政治的・軍事的に重要な道となった。近世、広島藩側には国境番屋が置かれていた。
近世、中国山地ではたたら製鉄が盛んになるとこの道は鉄の交易路となった。その製鉄業者の中に、奥出雲御三家と呼ばれた櫻井家がいた。この櫻井家は元々安芸国可部にルーツがあり、鉄を求めて備後国高野、のち王貫峠を越え出雲国阿井に移り住んたという。
伊能忠敬が測量のため備後からこの峠を超えて出雲に入っている。

## 文化
槙木伝説
かつてこの峠には槙木（マキ科）があった。『芸藩通志』によると、神在月（神無月）に出雲大社へ集まる神様がこの木で休息されたため毎年旧暦10月になっても木の葉が落ちなかった、という。そのことからかつてはこの峠を槙木ヶ峠とも言われていた。なおその木の跡はわかっていない。
『後鳥羽伝説殺人事件』
内田康夫の推理小説浅見光彦シリーズの第1作。後鳥羽上皇が備後を通って隠岐に配流された伝説を元に作られた話であり、テレビドラマ版ではこの峠がロケ地に用いられたものもある。